# Janício Martins
Janício de Jesus Gomes Martins (Tarrafal, 30 de Novembro de 1979) é um ex-futebolista cabo-verdiano que jogava como zagueiro.
No campeonato português destacou-se ao serviço do Vitória de Setúbal, onde jogou entre 2005 e 2009. No final da época 2008/09 foi anunciada a sua contratação pelo Anorthosis Famagusta FC, do campeonato cipriota.
Aposentou-se em 2014 no Sporting Clube da Covilhã.

## Títulos
Vitória de Setúbal
- Taça da Liga: 2007/08